# Orden al Mérito Naval (República Dominicana)
La  Orden al Mérito Naval es una distinción otorgada especialmente a miembros de la Armada de República Dominicana. Fue establecida el 13 de julio de 1949.

## Divisiones
Esta distinción está dividida en cuatro clases, en el siguiente orden: 
- Medalla al Valor: Otorgada a Personal Alistado.
- Medalla de Honor: Otorgada a Oficiales Subalternos y Guardia Marinas.
- Medalla al Servicio Distinguido: Otorgada a oficiales Subalternos y Guardia Marinas.
- Medalla al Mérito Naval: Otorgada a Oficiales Almirantes Y Superiores.

## Particularidades
Según lo establecido en el Art.17 de la Ley No.2043 del 13 de julio de 1949, a toda persona favorecida con esta distinción, por ley se le deberá agregar a su nombre completo, las siglas M. N. (Mérito Naval) en todos los documentos y actas oficiales.